# Magnus Schädler
Magnus Schädler (* 12. Oktober 1942 in Triesenberg; † 7. Mai 2015 in Vaduz) war ein liechtensteinischer Rennrodler.

## Karriere
Schädler trat bei den Olympischen Winterspielen 1964 im Einsitzer an und belegte den 30. Rang.